# Носы (Шишацкий район)
Носы (укр. Носи) — село,
Воскобойникский сельский совет,
Шишацкий район,
Полтавская область,
Украина.
Код КОАТУУ — 5325781204. Население по переписи 2001 года составляло 160 человек.

## Географическое положение
Село Носы находится на правом берегу реки Стеха,
на расстоянии в 1 км от села Порскалевка.
Река в этом месте пересыхает, на ней сделана запруда.

## Экономика
- Молочно-товарная ферма.